# Siófok
Siófok er en by i det vestlige Ungarn med 24.021(2024) indbyggere. Byen ligger i provinsen Somogy ved bredden af landets største sø Balatonsøen. Netop beliggenheden har gjort byen til en af landets mest besøgte byer af turister.